# Папуаські мови

Мовні сім'ї Нової Гвінеї в концепції Росса

Папуаські мови — загальна назва мов, поширених на острові Нова Гвінея та деяких інших островах Тихого океану. Кількість визначається від 750 до 1000 мов. Генетична спорідненість їх не доведена. Загальна кількість мовців понад 4,6 млн.

## Список
- Абадійська мова
- Абагська мова
- Абауська мова